# Makatote (rivière)
La rivière Makatote  (en anglais : Makatote River) est un cours d’eau du centre de l’Île du Nord de la Nouvelle-Zélande.

## Géographie
Elle s’écoule vers l’ouest à partir des pentes du Mont Ruapehu, et de la zone naturelle du volcan Hauhungatahi (en), avant d’entrer dans un pays de collines rudes, virant au sud-ouest et pour passer dans une gorge taillée sur plus de 100 m dans la roche volcanique.
Elle joint les eaux de plusieurs petits torrents pour devenir la rivière Manganui o te Ao, qui forme une partie du réseau du fleuve Whanganui
.

## Flore et faune
La rivière fut l’objet d’un  ’Ordre de Protection de l'eau (en)’ pour protéger les poissons indigènes comportant le lamproie d’Australie, l' Anguille de Nouvelle-Zélande, l' Anguilla australis,l' éperlans, le kokopu bagué (en), le Shortjaw kokopu (en), le Climbing galaxias (en)(koaro), le ‘torrentfish’, le Gobiomorphus huttoni, le common bully (en), et le Cran's bully (en).
Les arbres présents dans la gorge comprennent des rimu, matai et maire.
Les principaux arbres abattus dans le secteur étaient les rimu, des matai, des kahikatea, des totara et des miro.
En 1930, des ‘Cédres rouges (Western Red Cedar)’ et des cyprès de ‘Lawson's Cypress’ furent planté près du tramway par le ‘State Forests Service’ comme une partie d’un programme d’une plantation expérimentale de haute altitude à grande échelle.
Les plantations de Cèdar du japon, sapin de Douglas, Pini jaune, Pin blanc ou de Weymouth et pin à Sucre furent aussi considérée comme des expérimentations.
Les derniers km de la partie inférieure de la rivière sont surveillés pour leur population de  canard bleu ou whio.

## Accès
La proposition de créer un chemin de randonnée vers les chutes d’eau de  ‘Te Kohatu’ fut rejetée comme inappropriée pour garder le caractère sauvage du secteur.
La rivière est traversée par les trois des voies de chemin de fer importante du pays : par le ligne principale de l'Île du Nord (en) et en particulier le viaduc de Makatote (en), qui est haut de 79 m.
La State Highway 4/SH4 (en) (initialement construite tout près du chemin de fer pour faciliter l’accès au site de construction) traverse un pont beaucoup plus bas mais proche du viaduc.
Juste au nord du viaduc, le ‘Makatote Tramway’ est inscrit en Catégorie 2 du New Zealand Historic Places Trust, avec des restes de rails, des sites de glissement, une grue à grumes, des fosses à eau et des roues et des bogies.